# Rabattin András
Rabattin András (angolul: Andrew Rabattin) (Kunmadaras, ? – ?, ?) magyar és amerikai szabadságharcos.

## Élete
Huszártisztként szolgált Prágában, az 1848-49-es magyar szabadságharc idején hazaszökött Magyarországra harcolni a függetlenségért. Emigrált Amerikába, tüzéraltisztként szolgált az amerikai polgárháborúban. A polgárháború után lovaglómester lett West Pointban.